# Chikada Rikimaru
Chikada Rikimaru (Kanji: 近田力丸, Hán-Việt: Cận Điền Lực Hoàn, sinh ngày 02 tháng 11 năm 1993 tại Hyōgo, Nhật Bản), thường được biết đến với nghệ danh Rikimaru, là một biên đạo nhảy, dancer và nghệ sĩ người Nhật Bản. Năm 2019, Rikimaru ra mắt với tư cách nhóm trưởng của nhóm nhạc nam Nhật - Trung WARPs UP, trực thuộc công ty giải trí AVEX Trax. Năm 2021, Rikimaru trở thành thành viên nhóm nhạc nam quốc tế INTO1 sau khi giành vị trí Top 3 chung cuộc từ show Sáng tạo doanh 2021, thuộc sự quản lý của công ty chủ quản WAJIJIWA.

## Tiểu sử
Rikimaru sinh ngày 02 tháng 11 năm 1993 tại Hyōgo, Nhật Bản. Mẹ anh là vũ công nhạc Jazz và mở một phòng dạy nhảy. Cha anh là vận động viên và huấn luyện viên bóng chày chuyên nghiệp. Em gái của anh là Chikada Yumeri, cũng là một dancer, biên đạo nhảy. Rikimaru và em gái đã làm việc cùng nhau tại studio tên là @theosystemjp.
Anh học trung học tại trường trung học phổ thông Itami Kita và tốt nghiệp Đại học Ngoại Ngữ Kyoto, khoa tiếng Bồ Đào Nha.
Rikimaru bắt đầu học nhảy từ năm 4 tuổi, bắt đầu dạy nhảy từ năm 13 tuổi và trở thành biên đạo sư từ năm 19 tuổi.  Tác phẩm biên đạo thương mại đầu tay của Rikimaru là LookBook (phần Dance Break) của BoA (2015).
Anh thành thạo nhiều thể loại nhảy như jazz, popping, locking, voguing, hip hop, urban dance, dance hall, waacking,... Ngoài ra, anh cũng từng học múa và ballet. Anh kết hợp nhiều thể loại nhảy khác nhau trong các tác phẩm biên đạo của mình.

## Sự nghiệp

### 1997 - 2011 (4-18 tuổi): Phát triển tại Nhật Bản
Rikimaru bắt đầu học nhảy từ năm 4 tuổi. Năm 9 tuổi, anh cùng mẹ xuất hiện và nhảy trong chương trình tạp kỹ Nhật Bản "Gakkō e Ikō". Năm 2007, Rikimaru cùng em gái Yumeri thành lập nhóm nhảy Respect.
Từ 2007 đến 2008, Respect đã tham gia nhiều cuộc thi vũ đạo tại Nhật Bản và giành được các giải thưởng như: Quán quân 4th Dance Olympics, quán quân MOVE MIX BEST G Class, quán quân 9th COMBOX, Quán quân National Super Kids Dance Contest Kyushu Tournament, Á quân 2nd K-palette cup, Á quân Dance Attack Tokyo Tournament, giải đặc biệt Shikoku Tournament, giải đặc biệt Kobe Rokko Island 1st Dance Championship,... cùng nhiều giải thưởng khác  . Năm 2011, Respect giành giải Quán quân cuộc thi Dance Attack High School Student Division và cuộc thi 24 hour TV: Dance Koshien. 24 hour TV: Dance Koshien là cuộc thi khiêu vũ cấp trung học toàn quốc tại Nhật Bản do Nippon Television tổ chức, với 346 thí sinh tham gia.
Ngoài ra, Rikimaru cũng giành được một số giải thưởng cá nhân như: KIDS MIX 2007 Best Dancer Award, ALL KANKUU Dance Contest Excellent Performance Award 2007.

### 2012 - 2020 (19-27 tuổi): Giao lưu quốc tế và WARPs UP
Từ 2012 đến 2015, Rikimaru tới Los Angeles (Hoa Kỳ) để học vũ đạo, kỹ năng biên đạo và giao lưu với các dancer nổi tiếng. Trong thời gian ở LA, anh tham gia ImmaBEAST, nhóm quán quân khiêu vũ thiếu niên của Hoa Kỳ, được coi là một trong những nhóm nhảy hip-hop hàng đầu của Hoa Kỳ.
Năm 2015, Rikimaru có tác phẩm biên đạo thương mại đầu tay - LookBook (phần Dance Break) của BoA .
Rikimaru tham gia biên đạo, dạy nhảy và hợp tác giao lưu với nhiều studio trên khắp thế giới, trong đó có 3 Dance Studio lớn tại Nhật Bản, Hàn Quốc, Mỹ:
- Từ 2015 đến 2020, Rikimaru là dancer, biên đạo nhảy, thầy dạy nhảy tại studio hàng đầu Nhật Bản EN Dance Studio[6],
- Từ 2016 đến khoảng 2018, Rikimaru là biên đạo nhảy, huấn luyện viên khách mời đặc biệt của dance studio 1M Studio Dance Lưu trữ ngày 23 tháng 6 năm 2021 tại Wayback Machine, Hàn Quốc[7],
- Từ 2015 đến 2018, Rikimaru từng giao lưu tại studio Millennium Dance Complex Los Angeles, Mỹ[8].

Năm 2016, Rikimaru được mời làm giám khảo cuộc thi Dance Vision do Trung Quốc tổ chức nhằm tạo sân chơi cho các vũ công chuyên nghiệp khắp thế giới giao lưu và so tài.
Năm 2018, Rikimaru cùng em gái Yumeri dẫn đội và đoạt giải quán quân Dance Vision Vol.6 . Cũng trong năm này, tác phẩm biên đạo của anh giành giải Á quân World Of Dance Junior (Trạm Osaka).
Rikimaru là biên đạo nhảy cho nhiều nghệ sỹ trong và ngoài nước, trong đó có nhiều lần hợp tác với các nghệ sĩ trực thuộc công ty SM Entertainment Hàn Quốc và một số nghệ sỹ Nhật Bản. Anh cũng tham gia biên đạo cho các tác phẩm của nhóm nhạc mà anh tham gia là WARPs UP và INTO1.
Bên cạnh đó, anh cũng là dancer chuyên nghiệp, từng xuất hiện trong các MV và sân khấu hợp tác cùng những dancer, ca sĩ, idol nổi tiếng: Koichi Domoto, Satoshi Ohno, BoA, Kento Hori, SHINee,...
Tính đến 2020, Rikimaru đã có khoảng 30 tác phẩm biên đạo thương mại (Chưa thống kê hoàn chỉnh), trong đó biên đạo cá nhân 16 tác phẩm, hợp tác biên đạo 14 tác phẩm
Năm 2019, Rikimaru trở thành thành viên của nhóm nhạc nam WARPs UP dưới sự quản lý của công ty chủ quản AVEX với vai trò đội trưởng, vocal, biên đạo và phụ trách một số công việc khác.

### 2021 - nay: Sáng tạo doanh và INTO1[2]
Năm 2021, Rikimaru tham gia chương trình truyền hình tuyển chọn nhóm nhạc nam quốc tế Sáng tạo doanh 2021 của kênh Tencent Video tổ chức tại Trung Quốc với tư cách là thực tập sinh của công ty giải trí Avex Trax.
Tiến trình thứ hạng trong Sáng tạo doanh 2021 qua các tập phát sóng: 8 – 8 – 4 – 3 – 3 – 3 – 4 – 4 – 3.
Ngày 24/04/2021, Rikimaru trở thành thành viên chính thức của nhóm nhạc nam quốc tế INTO1 sau khi giành vị trí Top 3 chung cuộc.

## Các tác phẩm biên đạo thương mại

### Biên đạo cá nhân
| STT | Tác phẩm          | Nghệ sĩ            | Ghi chú                            | Tham khảo    |
| --- | ----------------- | ------------------ | ---------------------------------- | ------------ |
| 1   | Famous            | Taemin             | MV, Taemin Arena Tour 2019         | [ 3 ] [ 12 ] |
| 2   | Eclipse           | Taemin             | Taemin Arena Tour 2019             | [ 12 ]       |
| 3   | Into the Rhythm   | Taemin             | Taemin Arena Tour 2019             | [ 12 ]       |
| 4   | One Shot Two Shot | BoA                | MV                                 | [ 13 ]       |
| 5   | ABOAB             | SHINee             | Concert SHINee World 2017          | [ 14 ]       |
| 6   | Tell me your name | SHINee             | Concert SHINee World 2017          | [ 14 ]       |
| 7   | JOJO              | SHINee             | Concert SHINee World 2017          | [ 14 ]       |
| 8   | Nothing to lose   | SHINee             | Concert SHINee World 2017          | [ 14 ]       |
| 9   | Kitchen Beat      | NCT127             | NCT 127 Arena Tour NEO CITY: JAPAN | [ 3 ]        |
| 10  | I wanna I wanna   | Banana Lemon       | 3 bản                              | [ 3 ]        |
| 11  | Girls gone wild   | Banana Lemon       |                                    | [ 3 ]        |
| 12  | SugarBaby         | Banana Lemon       |                                    | [ 3 ]        |
| 13  | Ever After        | Tokyo Girl's Style |                                    | [ 3 ]        |
| 14  | 2016 Crazy World  | La Chí Tường       | Phần R&B                           | [ 3 ]        |
| 15  | Cloud9            | WARPs UP           |                                    | [ 15 ]       |
| 16  | Supernova         | WARPs UP           |                                    | [ 16 ]       |

### Hợp tác biên đạo
| STT | Tác phẩm            | Nghệ sĩ    | Ghi chú                                                             | Hợp tác              | Tham khảo |
| --- | ------------------- | ---------- | ------------------------------------------------------------------- | -------------------- | --------- |
| 1   | Lookbook            | BoA        | Phần Dance Break                                                    |                      | [ 3 ]     |
| 2   | Mars                | Taemin     | Taemin Arena Tour 2019                                              | Rino Nakasone        | [ 12 ]    |
| 3   | Slave               | Taemin     | Taemin Arena Tour 2019                                              | Rino Nakasone team   | [ 12 ]    |
| 4   | Tiger               | Taemin     | Taemin Arena Tour 2019                                              | Rino Nakasone team   | [ 12 ]    |
| 5   | Kiminoseide         | SHINee     | Concert SHINee World The Best 2018, Nhật Bản                        | Rino Nakasone        | [ 14 ]    |
| 6   | Evil                | SHINee     | Concert SHINee World The Best 2018, Nhật Bản                        | Rino Nakasone team   | [ 14 ]    |
| 7   | Stranger            | SHINee     | Concert SHINee World The Best 2018, Nhật Bản                        | Rino Nakasone team   | [ 14 ]    |
| 8   | Love like oxygen    | SHINee     | Concert SHINee World The Best 2018, Nhật Bản                        | Rino Nakasone team   | [ 14 ]    |
| 9   | Your name/Replay    | SHINee     | Musical version, 8 bản Concert SHINee World The Best 2018, Nhật Bản | Rino Nakasone team   | [ 14 ]    |
| 10  | Every time          | SHINee     |                                                                     | Rino Nakasone team   | [ 14 ]    |
| 11  | Work you out        | SHINee     | Dancers performance                                                 | Rino Nakasone team   | [ 14 ]    |
| 12  | GENTLEMEN           | SHINee     |                                                                     | Rino Nakasone, Maika | [ 14 ]    |
| 13  | Rookie              | Red Velvet | Intro                                                               |                      | [ 3 ]     |
| 14  | One Hundred Degrees | WARPs UP   |                                                                     |                      | [ 17 ]    |

## Tác phẩm trình diễn tại Sáng tạo doanh 2021
| Ngày phát hành | Thông tin bài hát | Vị trí biểu diễn |
| -------------- | --- | ---------------- |
| 17/02/2021     | "A Caminhada": - Mô tả bài hát: Giai đoạn đánh giá sơ bộ (kết hợp) - Ca sĩ gốc: Gloria Groove - Biểu diễn cùng: Uno Santa "China": - Mô tả bài hát: Giai đoạn đánh giá sơ bộ (cá nhân) - Ca sĩ gốc: Dirty Class "Yêu Yêu Yêu": - Mô tả bài hát: Giai đoạn đánh giá sơ bộ (cá nhân) - Ca sĩ gốc: Phương Đại Đồng                                   | -                |
| 03/03/2021     | "Lit": - Mô tả bài hát: Bài hát thi nhóm - Ca sĩ gốc: Trương Nghệ Hưng - Thành viên biểu diễn: Lưu Vũ, Từ Thiệu Lam, Dịch Hàm, Nhậm Dận Bồng, Lý Lạc Nhĩ, La Ngôn | Center           |
| 10/03/2021     | "我们一起闯" (Phiên bản Trung Quốc) - Mô tả bài hát: bài hát chủ đề chính thức của chương trình - Ca sĩ gốc: bài hát gốc - Thành viên hợp tác: tất cả thực tập sinh "Chuang To-Gather Go!" (Phiên bản tiếng Anh): - Mô tả bài hát: bài hát chủ đề chính thức của chương trình - Ca sĩ gốc: bài hát gốc - Thành viên hợp tác: tất cả thực tập sinh | Vị trí thứ 4     |
| 28/03/2021     | "Joker": - Mô tả bài hát: bài hát đánh giá vị trí, biên đạo nhảy - Ca sĩ gốc: Trương Nghệ Hưng - Ca sĩ hợp tác: Uno Santa, Ngô Hải, Nhậm Dận Bồng, Từ Thiệu Lam. | Center           |
| 10/04/2021     | "Bích": - Mô tả bài hát: bài hát đánh giá chủ đề - Ca sĩ gốc: bài hát gốc - Ca sĩ hợp tác: Châu Kha Vũ, Oscar, AK Lưu Chương, Patrick, Trương Gia Nguyên - Trợ lý khách mời: Lưu Tá Ninh (BonBon Girls 303) | Center           |
| 24/04/2021     | "Dáng hình thiếu niên": - Mô tả bài hát: Giai đoạn chung kết - Ca sĩ gốc: bài hát gốc - Ca sĩ hợp tác: Châu Kha Vũ, Oscar, AK Lưu Chương, Lưu Vũ, Uno Santa, Nine, Patrick "Joga O Bum Bum Tam Tam": - Mô tả bài hát: Giai đoạn chung kết SOLO DANCE - Ca sĩ gốc: KondZilla                                                                       | -                |

## Tác phẩm và chương trình khác

### MV từng xuất hiện
| Năm  | Tác phẩm               | Nghệ sĩ                         | Vai trò | Tham khảo |
| ---- | ---------------------- | ------------------------------- | ------- | --------- |
| 2016 | LookBook               | BoA                             | Dancer  | [ 18 ]    |
| 2015 | Make That Sh*t Work    | Willdabeast, T-Pain ft. Juicy J | Dancer  | [ 14 ]    |
| 2015 | You Will (Dance Video) | Kento Mori                      | Dancer  | [ 19 ]    |

### TV Show
| Năm       | Chương trình                                           | Tham khảo |
| --------- | ------------------------------------------------------ | --------- |
| 2011-2012 | Sekai 1 no SHOW taimu 〜 gyara wo kime runoha anata 〜 | [ 14 ]    |
| 2011-2012 | Sutadorafuto kaigi                                     | [ 14 ]    |
| 2011-2012 | PON!                                                   | [ 14 ]    |
| 2011-2012 | 24 jikan terebidansu koushien                          | [ 14 ]    |
| 2011-2012 | Toku dane                                              | [ 14 ]    |
| 2011-2012 | Hirunandesu                                            | [ 14 ]    |
| 2021      | Sáng tạo doanh 2021                                    | [ 20 ]    |

### TV Commercial
| Năm  | Tác phẩm      | Nghệ sĩ        | Vai trò | Tham khảo |
| ---- | ------------- | -------------- | ------- | --------- |
| 2018 | ClearLatte CM | Naomi Watanabe | Dancer  | [ 14 ]    |

## Hợp tác với nhãn hàng
| Thời gian  | Thương hiệu | Vai trò                                                              | Tham khảo |
| ---------- | ----------- | -------------------------------------------------------------------- | --------- |
| 06/06/2021 | Sitrana     | Đại sứ dòng kem dưỡng Sitrana khu vực Châu Á - Thái Bình Dương       | [ 21 ]    |
| 10/07/2021 | Elixir      | Đại sứ tinh hoa Elixir                                               | [ 22 ]    |
| 12/08/2021 | Celvoke     | Người phát ngôn dòng trang điểm môi khu vực châu Á – Thái Bình Dương | [ 23 ]    |